# Szabadságpárt (Hollandia)
A Szabadságpárt (hollandul: Partij voor de Vrijheid, rövidítés: PVV) egy hollandiai euroszkeptikus, nacionalista, jobboldali populista, gyakran szélsőjobboldalinak nevezett párt. A 2023-as általános választáson a holland képviselőház legnagyobb pártjává vált.

## Története
- 2004: Geert Wilders kilépett a Szabadság és Demokrácia Néppártjából, mert ellenezte Törökország lehetséges csatlakozását az Európai Unióhoz.[7]
- 2005: Az európai alkotmányról szóló népszavazás kapcsán az elutasítás mellett kampányolt, Hollandiában végül a szavazók 65%-a elutasította az alkotmányt.
- 2006. február 22.: Megalapították a pártot Bart Jan Spruyttel, a konzervatív szellemiségű Edmund Burke Alapítvány igazgatójával.
- 2006. november: a 2006-os választásokon a párt 5,9%-kal az ötödik helyet éri el és bekerül a képviselőházba.
- 2009. március: Mauricie De Hond újságíró közvélemény-kutatásában azt írta, hogy a Szabadságpárt a legnépszerűbb párt Hollandiában, és a 2010-es választásokon a párt 21%-ot érhet el, és a 32-ből 150 mandátumot szerezhet.[8]
- 2010. június 9.: A 2010-es választásokon a párt 15,4%-ot ér el, amivel a harmadik legerősebb politikai párttá vált Hollandiában. A párt nagy sikert ért el Limburg tartományban, a szavazatok 35%-át szerezte be innen a párt, ahonnan Geert Wilders is származik. Emellett Hágában 17,4%, Rotterdamban 19,4%-ot értek el.[9]

## Ideológiája
A párt konzervatív, liberális, baloldali és jobboldali álláspontokat is képvisel. Az egészségügyi-ellátás, a szociális juttatások és az idősek ellátása esetében inkább baloldali álláspontot képvisel. A bevándorlás és kultúra terén nacionalista nézetet képvisel: hitet tesz a párt amellett hogy a zsidó-keresztény és a humanista hagyományoknak kell Hollandia uralkodó kultúrájának lennie. A párt megállítaná a kelet-európai európai uniós országokból érkező bevándorlást és mindig is ellenezte Törökország uniós csatlakozását. Valamint teljesen elutasítják az iszlám hollandiai jelenlétét.

### Politikai programja
A párt 2010-ben megjelent választási kampányában, melynek neve "Remény és optimizmus naplója" (De agenda van hoop en optimisme) az alábbi pontokat tartalmazza:
- Kemény fellépés az antiszemitizmus ellen és az LMBT közösség ellen elkövetett erőszakkal szemben, amely a párt szerint főleg az iszlám felől érkezik. (13. old.)
- Iszlám állatvágási szokások (Halal) betiltása (55. old.)
- Coffeeshopok működtetésének korlátozása, az iskolák 1 kilométeres körzetén belül nem működhetnének. (11. old.)
- A külföldi és a Holland Antillákról származó holland állampolgárságú bűnözők visszatoloncolása (11. old.)
- Szenátus megszüntetése (19. old.)
- Iszlám iskolák bezáratása (15. old.)
- Korán tanításának betiltása (15. old.)
- Hidzsáb viselésének megadóztatása (15. old.)
- Szociális juttatásokhoz való hozzáférés feltétele lenne legalább 10 év Hollandiában bejelentett lakcím és ott élés, hollandiai munkatapasztalat és holland nyelv ismerete. (15. old.)
- Holland kultúra vívmányainak védelme: LMBT-közösség szabadsága, férfiak és nők egyenlősége, amit az iszlám elutasít (33. old.)
- A bárokban való dohányzást tiltó rendelet eltörlése. (39. old.)
- Alkotmányban rögzítenék a zsidó-keresztény alapú kultúra és a hollandiai humanizmus dominanciáját. (35. old.)